# Tour de France 2021
Tour de France 2021 var den 108. udgave af cykelløbet Tour de France. Løbet blev afviklet fra 26. juni 2021 med start i Brest i Bretagne og afsluttet med sidste etape søndag den 18. juli med traditionel afslutning på Avenue des Champs-Élysées i centrum af Paris. Løbet blev vundet af sloveneren Tadej Pogačar foran danske Jonas Vingegaard.
Løbet var oprindeligt planlagt til at starte i København. Starten i København blev flyttet til 2022 og overgik i stedet til Brest på grund af konsekvenserne af coronaviruspandemien, da EM i fodbold og Københavns værtskab for fire kampe var blevet rykket til 2021 på grund af pandemien. Løbet var oprindeligt planlagt til at blive afholdt i perioden fra 2. til 25. juli 2021, men fik nye datoer fra 26. juni til 18. juli 2021, for at undgå omlægning af sommer-OL 2020, der også er flyttet til 2021.
Den samlede rute for Tour de France 2021 blev præsenteret den 1. november 2020.

## Etaperne
| Etape     | Dato     | Start – Mål                       | type          | Afstand (km) | Elevation (m) | Etapevinder          | Førende rytter       |
| --------- | -------- | --------------------------------- | ------------- | ------------ | ------------- | -------------------- | -------------------- |
| 1. etape  | 26. jun. | Brest – Landerneau                | kuperet etape | 197,8        | 2.785 m       | Julian Alaphilippe   | Julian Alaphilippe   |
| 2. etape  | 27. jun. | Perros-Guirec – Mûr-de-Bretagne   | kuperet etape | 183,5        | 2.154 m       | Mathieu van der Poel | Mathieu van der Poel |
| 3. etape  | 28. jun. | Lorient – Pontivy                 | flad etape    | 182,9        | 1.539 m       | Tim Merlier          | Mathieu van der Poel |
| 4. etape  | 29. jun. | Redon – Fougères                  | flad etape    | 150,4        | 1.354 m       | Mark Cavendish       | Mathieu van der Poel |
| 5. etape  | 30. jun. | Changé – Laval                    | enkeltstart   | 27,2         | 304 m         | Tadej Pogačar        | Mathieu van der Poel |
| 6. etape  | 1. jul.  | Tours – Châteauroux               | flad etape    | 160,6        | 926 m         | Mark Cavendish       | Mathieu van der Poel |
| 7. etape  | 2. jul.  | Vierzon – Le Creusot              | kuperet etape | 249,1        | 3.111 m       | Matej Mohorič        | Mathieu van der Poel |
| 8. etape  | 3. jul.  | Oyonnax – Le Grand-Bornand        | bjergetape    | 150,8        | 3.558 m       | Dylan Teuns          | Tadej Pogačar        |
| 9. etape  | 4. jul.  | Cluses – Tignes                   | bjergetape    | 144,9        | 4.624 m       | Ben O'Connor         | Tadej Pogačar        |
|           | 5. jul   | Hviledag i Tignes                 | Hviledag      |              |               |                      |                      |
| 10. etape | 6. jul.  | Albertville – Valence             | flad etape    | 190,7        | 1.472 m       | Mark Cavendish       | Tadej Pogačar        |
| 11. etape | 7. jul.  | Sorgues – Malaucène               | bjergetape    | 198,9        | 4.647 m       | Wout van Aert        | Tadej Pogačar        |
| 12. etape | 8. jul.  | Saint-Paul-Trois-Châteaux – Nîmes | flad etape    | 159,4        | 1.959 m       | Nils Politt          | Tadej Pogačar        |
| 13. etape | 9. jul.  | Nîmes – Carcassonne               | flad etape    | 219,9        | 1.973 m       | Mark Cavendish       | Tadej Pogačar        |
| 14. etape | 10. jul. | Carcassonne – Quillan             | kuperet etape | 183,7        | 2.901 m       | Bauke Mollema        | Tadej Pogačar        |
| 15. etape | 11. jul. | Céret – Andorra la Vella          | bjergetape    | 191,3        | 4.574 m       | Sepp Kuss            | Tadej Pogačar        |
|           | 12. jul  | Hviledag i Andorra la Vella       | Hviledag      |              |               |                      |                      |
| 16. etape | 13. jul. | El Pas de la Casa – Saint-Gaudens | kuperet etape | 169          | 3.250 m       | Patrick Konrad       | Tadej Pogačar        |
| 17. etape | 14. jul. | Muret – Col de Portet             | bjergetape    | 178,4        | 4.368 m       | Tadej Pogačar        | Tadej Pogačar        |
| 18. etape | 15. jul. | Pau – Luz-Ardiden                 | bjergetape    | 129,7        | 3.555 m       | Tadej Pogačar        | Tadej Pogačar        |
| 19. etape | 16. jul. | Mourenx – Libourne                | flad etape    | 207          | 1.241 m       | Matej Mohorič        | Tadej Pogačar        |
| 20. etape | 17. jul. | Libourne – Saint-Émilion          | enkeltstart   | 30,8         | 239 m         | Wout van Aert        | Tadej Pogačar        |
| 21. etape | 18. jul. | Chatou – Paris                    | flad etape    | 108,4        | 619 m         | Wout van Aert        | Tadej Pogačar        |

## Trøjernes fordeling gennem løbet
| Etape     |               | Vinder _             | Samlede stilling     | Pointtrøje         | Bjergtrøje           | Ungdomstrøje  | Mest angrebsivrige | Holdkonkurrence    |
| --------- | ------------- | -------------------- | -------------------- | ------------------ | -------------------- | ------------- | ------------------ | ------------------ |
| 1. etape  | kuperet etape | Julian Alaphilippe   | Julian Alaphilippe   | Julian Alaphilippe | Ide Schelling        | Tadej Pogačar | Ide Schelling      | Jumbo-Visma        |
| 2. etape  | kuperet etape | Mathieu van der Poel | Mathieu van der Poel | Julian Alaphilippe | Mathieu van der Poel | Tadej Pogačar | Edward Theuns      | Jumbo-Visma        |
| 3. etape  | flad etape    | Tim Merlier          | Mathieu van der Poel | Julian Alaphilippe | Ide Schelling        | Tadej Pogačar | Michael Schär      | Bahrain Victorious |
| 4. etape  | flad etape    | Mark Cavendish       | Mathieu van der Poel | Mark Cavendish     | Ide Schelling        | Tadej Pogačar | Brent Van Moer     | Bahrain Victorious |
| 5. etape  | enkeltstart   | Tadej Pogačar        | Mathieu van der Poel | Mark Cavendish     | Ide Schelling        | Tadej Pogačar | ikke uddelt        | Jumbo-Visma        |
| 6. etape  | flad etape    | Mark Cavendish       | Mathieu van der Poel | Mark Cavendish     | Ide Schelling        | Tadej Pogačar | Greg Van Avermaet  | Jumbo-Visma        |
| 7. etape  | kuperet etape | Matej Mohorič        | Mathieu van der Poel | Mark Cavendish     | Matej Mohorič        | Tadej Pogačar | Matej Mohorič      | Jumbo-Visma        |
| 8. etape  | bjergetape    | Dylan Teuns          | Tadej Pogačar        | Mark Cavendish     | Wout Poels           | Tadej Pogačar | Wout Poels         | Bahrain Victorious |
| 9. etape  | bjergetape    | Ben O'Connor         | Tadej Pogačar        | Mark Cavendish     | Nairo Quintana       | Tadej Pogačar | Ben O'Connor       | Bahrain Victorious |
| 10. etape | flad etape    | Mark Cavendish       | Tadej Pogačar        | Mark Cavendish     | Nairo Quintana       | Tadej Pogačar | Hugo Houle         | Bahrain Victorious |
| 11. etape | bjergetape    | Wout van Aert        | Tadej Pogačar        | Mark Cavendish     | Nairo Quintana       | Tadej Pogačar | Kenny Elissonde    | Bahrain Victorious |
| 12. etape | flad etape    | Nils Politt          | Tadej Pogačar        | Mark Cavendish     | Nairo Quintana       | Tadej Pogačar | Nils Politt        | Bahrain Victorious |
| 13. etape | flad etape    | Mark Cavendish       | Tadej Pogačar        | Mark Cavendish     | Nairo Quintana       | Tadej Pogačar | Quentin Pacher     | Bahrain Victorious |
| 14. etape | kuperet etape | Bauke Mollema        | Tadej Pogačar        | Mark Cavendish     | Michael Woods        | Tadej Pogačar | Bauke Mollema      | Bahrain Victorious |
| 15. etape | bjergetape    | Sepp Kuss            | Tadej Pogačar        | Mark Cavendish     | Wout Poels           | Tadej Pogačar | Wout van Aert      | Bahrain Victorious |
| 16. etape | kuperet etape | Patrick Konrad       | Tadej Pogačar        | Mark Cavendish     | Wout Poels           | Tadej Pogačar | Patrick Konrad     | Bahrain Victorious |
| 17. etape | bjergetape    | Tadej Pogačar        | Tadej Pogačar        | Mark Cavendish     | Wout Poels           | Tadej Pogačar | Anthony Perez      | Bahrain Victorious |
| 18. etape | bjergetape    | Tadej Pogačar        | Tadej Pogačar        | Mark Cavendish     | Tadej Pogačar        | Tadej Pogačar | David Gaudu        | Bahrain Victorious |
| 19. etape | flad etape    | Matej Mohorič        | Tadej Pogačar        | Mark Cavendish     | Tadej Pogačar        | Tadej Pogačar | Matej Mohorič      | Bahrain Victorious |
| 20. etape | enkeltstart   | Wout van Aert        | Tadej Pogačar        | Mark Cavendish     | Tadej Pogačar        | Tadej Pogačar | ikke uddelt        | Bahrain Victorious |
| 21. etape | flad etape    | Wout van Aert        | Tadej Pogačar        | Mark Cavendish     | Tadej Pogačar        | Tadej Pogačar | ikke uddelt        | Bahrain Victorious |
| Samlet    | Samlet        |                      | Tadej Pogačar        | Mark Cavendish     | Tadej Pogačar        | Tadej Pogačar | Franck Bonnamour   | Bahrain Victorious |

## Resultater

### Samlede stilling
| \| Samlede stilling \| Samlede stilling \| Samlede stilling \| Samlede stilling \| Samlede stilling \| \| Rytter \| Rytter \| Hold \| Tid \| \| \| ---------------- \| ---------------------- \| ---------------------------------- \| ---------------- \| ---------------- \| \| 1. \| Tadej Pogačar \| UAE Team Emirates \| 82t 56' 36" \| \| \| 2. \| Jonas Vingegaard \| Jumbo-Visma \| + 5' 20" \| \| \| 3. \| Richard Carapaz \| Ineos Grenadiers \| + 7' 03" \| \| \| 4. \| Ben O'Connor \| AG2R Citroën Team \| + 10' 02" \| \| \| 5. \| Wilco Kelderman \| Bora-Hansgrohe \| + 10' 13" \| \| \| 6. \| Enric Mas \| Movistar Team \| + 11' 43" \| \| \| 7. \| Aleksej Lutsenko \| Astana-Premier Tech \| + 12' 23" \| \| \| 8. \| Guillaume Martin \| Cofidis \| + 15' 33" \| \| \| 9. \| Pello Bilbao \| Bahrain Victorious \| + 16' 04" \| \| \| 10. \| Rigoberto Urán \| EF Education-Nippo \| + 18' 34" \| \| \| 11. \| David Gaudu \| Groupama-FDJ \| + 21' 50" \| \| \| 12. \| Mattia Cattaneo \| Deceuninck-Quick Step \| + 24' 58" \| \| \| 13. \| Esteban Chaves \| BikeExchange \| + 37' 48" \| \| \| 14. \| Louis Meintjes \| Intermarché-Wanty-Gobert Matériaux \| + 38' 09" \| \| \| 15. \| Aurélien Paret-Peintre \| AG2R Citroën Team \| + 39' 09" \| \| \| 16. \| Wout Poels \| Bahrain Victorious \| + 51' 22" \| \| \| 17. \| Dylan Teuns \| Bahrain Victorious \| + 51' 40" \| \| \| 18. \| Ruben Guerreiro \| EF Education-Nippo \| + 54' 10" \| \| \| 19. \| Wout van Aert \| Jumbo-Visma \| + 57' 02" \| \| \| 20. \| Bauke Mollema \| Trek-Segafredo \| + 1t 02' 18" \| \| \| 21. \| Sergio Henao \| Qhubeka NextHash \| + 1t 03' 12" \| \| \| 22. \| Franck Bonnamour \| B&B Hotels p/b KTM \| + 1t 04' 35" \| \| \| 23. \| Jonathan Castroviejo \| Ineos Grenadiers \| + 1t 06' 20" \| \| \| 24. \| Alejandro Valverde \| Movistar Team \| + 1t 07' 50" \| \| \| 25. \| Sergio Higuita \| EF Education-Nippo \| + 1t 09' 16" \| \| |                        |                                    |              |
| |                        |                                    |              |
| Kilde: ProCyclingStats |                        |                                    |              |
| Samlede stilling |                        |                                    |              |
| Rytter | Rytter                 | Hold                               | Tid          |
| 1. | Tadej Pogačar          | UAE Team Emirates                  | 82t 56' 36"  |
| 2. | Jonas Vingegaard       | Jumbo-Visma                        | + 5' 20"     |
| 3. | Richard Carapaz        | Ineos Grenadiers                   | + 7' 03"     |
| 4. | Ben O'Connor           | AG2R Citroën Team                  | + 10' 02"    |
| 5. | Wilco Kelderman        | Bora-Hansgrohe                     | + 10' 13"    |
| 6. | Enric Mas              | Movistar Team                      | + 11' 43"    |
| 7. | Aleksej Lutsenko       | Astana-Premier Tech                | + 12' 23"    |
| 8. | Guillaume Martin       | Cofidis                            | + 15' 33"    |
| 9. | Pello Bilbao           | Bahrain Victorious                 | + 16' 04"    |
| 10. | Rigoberto Urán         | EF Education-Nippo                 | + 18' 34"    |
| 11. | David Gaudu            | Groupama-FDJ                       | + 21' 50"    |
| 12. | Mattia Cattaneo        | Deceuninck-Quick Step              | + 24' 58"    |
| 13. | Esteban Chaves         | BikeExchange                       | + 37' 48"    |
| 14. | Louis Meintjes         | Intermarché-Wanty-Gobert Matériaux | + 38' 09"    |
| 15. | Aurélien Paret-Peintre | AG2R Citroën Team                  | + 39' 09"    |
| 16. | Wout Poels             | Bahrain Victorious                 | + 51' 22"    |
| 17. | Dylan Teuns            | Bahrain Victorious                 | + 51' 40"    |
| 18. | Ruben Guerreiro        | EF Education-Nippo                 | + 54' 10"    |
| 19. | Wout van Aert          | Jumbo-Visma                        | + 57' 02"    |
| 20. | Bauke Mollema          | Trek-Segafredo                     | + 1t 02' 18" |
| 21. | Sergio Henao           | Qhubeka NextHash                   | + 1t 03' 12" |
| 22. | Franck Bonnamour       | B&B Hotels p/b KTM                 | + 1t 04' 35" |
| 23. | Jonathan Castroviejo   | Ineos Grenadiers                   | + 1t 06' 20" |
| 24. | Alejandro Valverde     | Movistar Team                      | + 1t 07' 50" |
| 25. | Sergio Higuita         | EF Education-Nippo                 | + 1t 09' 16" |

### Pointkonkurrencen
| Pointkonkurrence | Pointkonkurrence   | Pointkonkurrence      | Pointkonkurrence | Pointkonkurrence |
| Rytter           | Rytter             | Hold                  | Point            |                  |
| ---------------- | ------------------ | --------------------- | ---------------- | ---------------- |
| 1.               | Mark Cavendish     | Deceuninck-Quick Step | 337 point        |                  |
| 2.               | Michael Matthews   | BikeExchange          | 291 point        |                  |
| 3.               | Sonny Colbrelli    | Bahrain Victorious    | 227 point        |                  |
| 4.               | Jasper Philipsen   | Alpecin-Fenix         | 216 point        |                  |
| 5.               | Wout van Aert      | Jumbo-Visma           | 171 point        |                  |
| 6.               | Matej Mohorič      | Bahrain Victorious    | 163 point        |                  |
| 7.               | Julian Alaphilippe | Deceuninck-Quick Step | 163 point        |                  |
| 8.               | Tadej Pogačar      | UAE Team Emirates     | 154 point        |                  |
| 9.               | Michael Mørkøv     | Deceuninck-Quick Step | 124 point        |                  |
| 10.              | Jonas Vingegaard   | Jumbo-Visma           | 103 point        |                  |

### Bjergkonkurrencen
| Bjergkonkurrence | Bjergkonkurrence | Bjergkonkurrence   | Bjergkonkurrence | Bjergkonkurrence |
| Rytter           | Rytter           | Hold               | Point            |                  |
| ---------------- | ---------------- | ------------------ | ---------------- | ---------------- |
| 1.               | Tadej Pogačar    | UAE Team Emirates  | 107 point        |                  |
| 2.               | Wout Poels       | Bahrain Victorious | 88 point         |                  |
| 3.               | Jonas Vingegaard | Jumbo-Visma        | 82 point         |                  |
| 4.               | Wout van Aert    | Jumbo-Visma        | 68 point         |                  |
| 5.               | Nairo Quintana   | Arkéa-Samsic       | 66 point         |                  |
| 6.               | Richard Carapaz  | Ineos Grenadiers   | 56 point         |                  |
| 7.               | Ben O'Connor     | AG2R Citroën Team  | 44 point         |                  |
| 8.               | Bauke Mollema    | Trek-Segafredo     | 41 point         |                  |
| 9.               | David Gaudu      | Groupama-FDJ       | 41 point         |                  |
| 10.              | Anthony Perez    | Cofidis            | 37 point         |                  |

### Ungdomskonkurrencen
| Ungdomskonkurrence | Ungdomskonkurrence     | Ungdomskonkurrence | Ungdomskonkurrence | Ungdomskonkurrence |
| Rytter             | Rytter                 | Hold               | Tid                |                    |
| ------------------ | ---------------------- | ------------------ | ------------------ | ------------------ |
| 1.                 | Tadej Pogačar          | UAE Team Emirates  | 82t 56' 36"        |                    |
| 2.                 | Jonas Vingegaard       | Jumbo-Visma        | + 5' 20"           |                    |
| 3.                 | David Gaudu            | Groupama-FDJ       | + 21' 50"          |                    |
| 4.                 | Aurélien Paret-Peintre | AG2R Citroën Team  | + 39' 09"          |                    |
| 5.                 | Sergio Higuita         | EF Education-Nippo | + 1t 09' 16"       |                    |
| 6.                 | Valentin Madouas       | Groupama-FDJ       | + 2t 11' 39"       |                    |
| 7.                 | Neilson Powless        | EF Education-Nippo | + 2t 13' 33"       |                    |
| 8.                 | Mark Donovan           | Team DSM           | + 2t 17' 40"       |                    |
| 9.                 | Jonas Rutsch           | EF Education-Nippo | + 2t 29' 33"       |                    |
| 10.                | Brent Van Moer         | Lotto-Soudal       | + 2t 43' 49"       |                    |

### Holdkonkurrencen
| Holdkonkurrence | Holdkonkurrence     | Holdkonkurrence | Holdkonkurrence |
| Hold            | Hold                | Tid             |                 |
| --------------- | ------------------- | --------------- | --------------- |
| 1.              | Bahrain Victorious  | 249t 16' 47"    |                 |
| 2.              | EF Education-Nippo  | + 19' 12"       |                 |
| 3.              | Jumbo-Visma         | + 1t 11' 35"    |                 |
| 4.              | Ineos Grenadiers    | + 1t 27' 10"    |                 |
| 5.              | AG2R Citroën Team   | + 1t 31' 54"    |                 |
| 6.              | Bora-Hansgrohe      | + 1t 36' 44"    |                 |
| 7.              | Trek-Segafredo      | + 1t 47' 04"    |                 |
| 8.              | Astana-Premier Tech | + 2t 01' 45"    |                 |
| 9.              | Movistar Team       | + 2t 04' 28"    |                 |
| 10.             | UAE Team Emirates   | + 2t 38' 08"    |                 |

## Hold og ryttere
184 ryttere fra 27 nationer og 23 hold stiller til start i løbet. Blandt de største favoritter til at vinde løbet samlet er sidste års vinder Tadej Pogačar og manden på andenpladsen, Primož Roglič. Tredjepladsen fra 2021, Richie Porte, stiller til start på et hold med tre Grand Tour-vindere (Geraint Thomas, Richard Carapaz og Tao Geoghegan Hart).
| UCI WorldTeams (19)- AG2R Citroën Team - Astana-Premier Tech - Bahrain Victorious - Bora-Hansgrohe - Intermarché-Wanty-Gobert Matériaux - Cofidis - Deceuninck-Quick Step - EF Education-Nippo - Team BikeExchange - Groupama-FDJ - Ineos Grenadiers - Israel Start-Up Nation - Jumbo-Visma - Lotto Soudal - Movistar Team - Qhubeka NextHash - Team DSM - Trek-Segafredo - UAE Team Emirates UCI ProTeams (4)- Alpecin-Fenix - B&B Hotels p/b KTM - Arkéa-Samsic - TotalEnergies |
| |

| Nationer                                                       | Antal ryttere startet |
| -------------------------------------------------------------- | --------------------- |
| Frankrig                                                       | 33                    |
| Belgien                                                        | 22                    |
| Spanien                                                        | 17                    |
| Holland                                                        | 14                    |
| Tyskland                                                       | 12                    |
| Danmark                                                        | 11                    |
| Australien, Storbritannien                                     | 10                    |
| Italien                                                        | 9                     |
| Colombia, Schweiz                                              | 6                     |
| Slovenien, USA, Østrig                                         | 4                     |
| Canada, Norge, Sydafrika                                       | 3                     |
| Kasakhstan, Polen, Portugal                                    | 2                     |
| Ecuador, Letland, Irland, Israel, Litauen, Slovakiet, Tjekkiet | 1                     |

### Danske ryttere
| Danske ryttere på startlisten |                         |                       |           |
| Rygnummer                     | Rytter                  | Hold                  | Placering |
| 2                             | Mikkel Bjerg            | UAE Team Emirates     | 110       |
| 18                            | Jonas Vingegaard        | Team Jumbo-Visma      | 2         |
| 45                            | Mads Pedersen           | Trek-Segafredo        | 137       |
| 52                            | Kasper Asgreen          | Deceuninck-Quick Step | 64        |
| 58                            | Michael Mørkøv          | Deceuninck-Quick Step | 138       |
| 115                           | Michael Valgren         | EF Education-Nippo    | 53        |
| 116                           | Magnus Cort             | EF Education-Nippo    | 56        |
| 141                           | Søren Kragh Andersen    | Team DSM              | DNS-14    |
| 147                           | Casper Pedersen         | Team DSM              | 111       |
| 176                           | Christopher Juul-Jensen | Team BikeExchange     | 114       |
| 181                           | Jakob Fuglsang          | Astana-Premier Tech   | DNS-21    |

* DNF = gennemførte ikke

* DNS = stillede ikke til start

### Startliste
| UAE Team Emirates UAD | UAE Team Emirates UAD      | UAE Team Emirates UAD |
| --------------------- | -------------------------- | --------------------- |
| Nr.                   | Rytter                     | Placering             |
| 1                     | Tadej Pogačar (SLO)        | 1.                    |
| 2                     | Mikkel Bjerg (DEN)         | 110.                  |
| 3                     | Rui Costa (POR)            | 77.                   |
| 4                     | Davide Formolo (ITA)       | 44.                   |
| 5                     | Marc Hirschi (SUI)         | 98.                   |
| 6                     | Vegard Stake Laengen (NOR) | 112.                  |
| 7                     | Rafał Majka (POL)          | 34.                   |
| 8                     | Brandon McNulty (USA)      | 69.                   |

| Jumbo-Visma TJV | Jumbo-Visma TJV                 | Jumbo-Visma TJV |
| --------------- | ------------------------------- | --------------- |
| Nr.             | Rytter                          | Placering       |
| 11              | Primož Roglič (SLO)             | DNS-9           |
| 12              | Wout van Aert (BEL) (landevej)  | 19.             |
| 13              | Robert Gesink (NED)             | DNF-3           |
| 14              | Steven Kruijswijk (NED)         | DNF-17          |
| 15              | Sepp Kuss (USA)                 | 32.             |
| 16              | Tony Martin (GER) (enkeltstart) | DNF-11          |
| 17              | Mike Teunissen (NED)            | 76.             |
| 18              | Jonas Vingegaard (DEN)          | 2.              |

| Ineos Grenadiers IGD | Ineos Grenadiers IGD       | Ineos Grenadiers IGD |
| -------------------- | -------------------------- | -------------------- |
| Nr.                  | Rytter                     | Placering            |
| 21                   | Geraint Thomas (GBR)       | 41.                  |
| 22                   | Richard Carapaz (ECU)      | 3.                   |
| 23                   | Jonathan Castroviejo (ESP) | 23.                  |
| 24                   | Tao Geoghegan Hart (GBR)   | 60.                  |
| 25                   | Michał Kwiatkowski (POL)   | 68.                  |
| 26                   | Richie Porte (AUS)         | 38.                  |
| 27                   | Luke Rowe (GBR)            | HD-11                |
| 28                   | Dylan van Baarle (NED)     | 54.                  |

| Israel Start-Up Nation ISN | Israel Start-Up Nation ISN         | Israel Start-Up Nation ISN |
| -------------------------- | ---------------------------------- | -------------------------- |
| Nr.                        | Rytter                             | Placering                  |
| 31                         | Chris Froome (GBR)                 | 133.                       |
| 32                         | Guillaume Boivin (CAN)             | 105.                       |
| 33                         | Omer Goldstein (ISR) (enkeltstart) | 122.                       |
| 34                         | André Greipel (GER)                | 125.                       |
| 35                         | Reto Hollenstein (SUI)             | 136.                       |
| 36                         | Daniel Martin (IRL)                | 40.                        |
| 37                         | Michael Woods (CAN)                | DNS-19                     |
| 38                         | Rick Zabel (GER)                   | 134.                       |

| Trek-Segafredo TFS | Trek-Segafredo TFS                           | Trek-Segafredo TFS |
| ------------------ | -------------------------------------------- | ------------------ |
| Nr.                | Rytter                                       | Placering          |
| 41                 | Vincenzo Nibali (ITA)                        | DNS-16             |
| 42                 | Julien Bernard (FRA)                         | 37.                |
| 43                 | Kenny Elissonde (FRA)                        | 36.                |
| 44                 | Bauke Mollema (NED)                          | 20.                |
| 45                 | Mads Pedersen (DEN)                          | 137.               |
| 46                 | Toms Skujiņš (LAT) (landevej og enkeltstart) | 71.                |
| 47                 | Jasper Stuyven (BEL)                         | 39.                |
| 48                 | Edward Theuns (BEL)                          | 104.               |

| Deceuninck-Quick Step DQT | Deceuninck-Quick Step DQT           | Deceuninck-Quick Step DQT |
| ------------------------- | ----------------------------------- | ------------------------- |
| Nr.                       | Rytter                              | Placering                 |
| 51                        | Julian Alaphilippe (FRA) (landevej) | 30.                       |
| 52                        | Kasper Asgreen (DEN) (enkeltstart)  | 64.                       |
| 53                        | Davide Ballerini (ITA)              | 108.                      |
| 54                        | Mattia Cattaneo (ITA)               | 12.                       |
| 55                        | Mark Cavendish (GBR)                | 139.                      |
| 56                        | Tim Declercq (BEL)                  | 141.                      |
| 57                        | Dries Devenyns (BEL)                | 135.                      |
| 58                        | Michael Mørkøv (DEN)                | 138.                      |

| Movistar Team MOV | Movistar Team MOV         | Movistar Team MOV |
| ----------------- | ------------------------- | ----------------- |
| Nr.               | Rytter                    | Placering         |
| 61                | Miguel Ángel López (COL)  | DNS-19            |
| 62                | Jorge Arcas (ESP)         | 90.               |
| 63                | Imanol Erviti (ESP)       | 67.               |
| 64                | Iván García Cortina (ESP) | 94.               |
| 65                | Enric Mas (ESP)           | 6.                |
| 66                | Marc Soler (ESP)          | DNS-2             |
| 67                | Alejandro Valverde (ESP)  | 24.               |
| 68                | Carlos Verona (ESP)       | 101.              |

| Bora-Hansgrohe BOH | Bora-Hansgrohe BOH              | Bora-Hansgrohe BOH |
| ------------------ | ------------------------------- | ------------------ |
| Nr.                | Rytter                          | Placering          |
| 71                 | Peter Sagan (SVK) (landevej)    | DNS-12             |
| 72                 | Emanuel Buchmann (GER)          | 33.                |
| 73                 | Wilco Kelderman (NED)           | 5.                 |
| 74                 | Patrick Konrad (AUT) (landevej) | 27.                |
| 75                 | Daniel Oss (ITA)                | 115.               |
| 76                 | Nils Politt (GER)               | 50.                |
| 77                 | Lukas Pöstlberger (AUT)         | 116.               |
| 78                 | Ide Schelling (NED)             | 119.               |

| Groupama-FDJ GFC | Groupama-FDJ GFC                     | Groupama-FDJ GFC |
| ---------------- | ------------------------------------ | ---------------- |
| Nr.              | Rytter                               | Placering        |
| 81               | David Gaudu (FRA)                    | 11.              |
| 82               | Bruno Armirail (FRA)                 | 83.              |
| 83               | Arnaud Démare (FRA)                  | HD-9             |
| 84               | Jacopo Guarnieri (ITA)               | HD-9             |
| 85               | Ignatas Konovalovas (LTU) (landevej) | DNF-1            |
| 86               | Stefan Küng (SUI) (enkeltstart)      | 49.              |
| 87               | Valentin Madouas (FRA)               | 42.              |
| 88               | Miles Scotson (AUS)                  | DNF-11           |

| Cofidis COF | Cofidis COF               | Cofidis COF |
| ----------- | ------------------------- | ----------- |
| Nr.         | Rytter                    | Placering   |
| 91          | Guillaume Martin (FRA)    | 8.          |
| 92          | Rubén Fernández (ESP)     | 84.         |
| 93          | Simon Geschke (GER)       | 62.         |
| 94          | Jesús Herrada (ESP)       | 87.         |
| 95          | Christophe Laporte (FRA)  | 91.         |
| 96          | Anthony Perez (FRA)       | 86.         |
| 97          | Pierre-Luc Périchon (FRA) | 92.         |
| 98          | Jelle Wallays (BEL)       | 131.        |

| Alpecin-Fenix AFC | Alpecin-Fenix AFC               | Alpecin-Fenix AFC |
| ----------------- | ------------------------------- | ----------------- |
| Nr.               | Rytter                          | Placering         |
| 101               | Mathieu van der Poel (NED)      | DNS-9             |
| 102               | Silvan Dillier (SUI) (landevej) | 59.               |
| 103               | Tim Merlier (BEL)               | DNF-9             |
| 104               | Xandro Meurisse (BEL)           | 29.               |
| 105               | Jasper Philipsen (BEL)          | 109.              |
| 106               | Jonas Rickaert (BEL)            | 95.               |
| 107               | Kristian Sbaragli (ITA)         | 106.              |
| 108               | Petr Vakoč (CZE)                | 118.              |

| EF Education-Nippo EFN | EF Education-Nippo EFN | EF Education-Nippo EFN |
| ---------------------- | ---------------------- | ---------------------- |
| Nr.                    | Rytter                 | Placering              |
| 111                    | Rigoberto Urán (COL)   | 10.                    |
| 112                    | Stefan Bissegger (SUI) | 103.                   |
| 113                    | Ruben Guerreiro (POR)  | 18.                    |
| 114                    | Sergio Higuita (COL)   | 25.                    |
| 115                    | Michael Valgren (DEN)  | 53.                    |
| 116                    | Magnus Cort (DEN)      | 56.                    |
| 117                    | Neilson Powless (USA)  | 43.                    |
| 118                    | Jonas Rutsch (GER)     | 55.                    |

| AG2R Citroën Team ACT | AG2R Citroën Team ACT        | AG2R Citroën Team ACT |
| --------------------- | ---------------------------- | --------------------- |
| Nr.                   | Rytter                       | Placering             |
| 121                   | Benoît Cosnefroy (FRA)       | 107.                  |
| 122                   | Dorian Godon (FRA)           | 75.                   |
| 123                   | Oliver Naesen (BEL)          | 70.                   |
| 124                   | Ben O'Connor (AUS)           | 4.                    |
| 125                   | Aurélien Paret-Peintre (FRA) | 15.                   |
| 126                   | Nans Peters (FRA)            | DNF-9                 |
| 127                   | Michael Schär (SUI)          | 58.                   |
| 128                   | Greg Van Avermaet (BEL)      | 97.                   |

| Arkéa-Samsic ARK | Arkéa-Samsic ARK        | Arkéa-Samsic ARK |
| ---------------- | ----------------------- | ---------------- |
| Nr.              | Rytter                  | Placering        |
| 131              | Warren Barguil (FRA)    | DNS-14           |
| 132              | Nacer Bouhanni (FRA)    | DNF-15           |
| 133              | Anthony Delaplace (FRA) | HD-9             |
| 134              | Élie Gesbert (FRA)      | 61.              |
| 135              | Daniel McLay (GBR)      | DNF-11           |
| 136              | Nairo Quintana (COL)    | 28.              |
| 137              | Clément Russo (FRA)     | DNF-11           |
| 138              | Connor Swift (GBR)      | 89.              |

| Team DSM DSM | Team DSM DSM               | Team DSM DSM |
| ------------ | -------------------------- | ------------ |
| Nr.          | Rytter                     | Placering    |
| 141          | Søren Kragh Andersen (DEN) | DNS-14       |
| 142          | Tiesj Benoot (BEL)         | DNF-11       |
| 143          | Cees Bol (NED)             | 140.         |
| 144          | Mark Donovan (GBR)         | 45.          |
| 145          | Nils Eekhoff (NED)         | 126.         |
| 146          | Joris Nieuwenhuis (NED)    | 128.         |
| 147          | Casper Pedersen (DEN)      | 111.         |
| 148          | Jasha Sütterlin (GER)      | DNF-1        |

| Lotto-Soudal LTS | Lotto-Soudal LTS         | Lotto-Soudal LTS |
| ---------------- | ------------------------ | ---------------- |
| Nr.              | Rytter                   | Placering        |
| 151              | Caleb Ewan (AUS)         | DNS-4            |
| 152              | Jasper De Buyst (BEL)    | DNF-9            |
| 153              | Thomas De Gendt (BEL)    | 82.              |
| 154              | Philippe Gilbert (BEL)   | 99.              |
| 155              | Roger Kluge (GER)        | DNF-13           |
| 156              | Harry Sweeny (AUS)       | 85.              |
| 157              | Tosh Van der Sande (BEL) | DNF-11           |
| 158              | Brent Van Moer (BEL)     | 65.              |

| Bahrain Victorious TBV | Bahrain Victorious TBV           | Bahrain Victorious TBV |
| ---------------------- | -------------------------------- | ---------------------- |
| Nr.                    | Rytter                           | Placering              |
| 161                    | Jack Haig (AUS)                  | DNF-3                  |
| 162                    | Pello Bilbao (ESP)               | 9.                     |
| 163                    | Sonny Colbrelli (ITA) (landevej) | 52.                    |
| 164                    | Marco Haller (AUT)               | 127.                   |
| 165                    | Matej Mohorič (SLO) (landevej)   | 31.                    |
| 166                    | Wout Poels (NED)                 | 16.                    |
| 167                    | Dylan Teuns (BEL)                | 17.                    |
| 168                    | Fred Wright (GBR)                | 96.                    |

| BikeExchange BEX | BikeExchange BEX              | BikeExchange BEX |
| ---------------- | ----------------------------- | ---------------- |
| Nr.              | Rytter                        | Placering        |
| 171              | Michael Matthews (AUS)        | 79.              |
| 172              | Esteban Chaves (COL)          | 13.              |
| 173              | Luke Durbridge (AUS)          | 100.             |
| 174              | Lucas Hamilton (AUS)          | DNF-13           |
| 175              | Amund Grøndahl Jansen (NOR)   | DNS-16           |
| 176              | Christopher Juul-Jensen (DEN) | 114.             |
| 177              | Luka Mezgec (SLO)             | 102.             |
| 178              | Simon Yates (GBR)             | DNF-13           |

| Astana-Premier Tech APT | Astana-Premier Tech APT          | Astana-Premier Tech APT |
| ----------------------- | -------------------------------- | ----------------------- |
| Nr.                     | Rytter                           | Placering               |
| 181                     | Jakob Fuglsang (DEN)             | DNS-21                  |
| 182                     | Alex Aranburu (ESP)              | 74.                     |
| 183                     | Stefan de Bod (RSA)              | HD-9                    |
| 184                     | Omar Fraile (ESP) (landevej)     | 57.                     |
| 185                     | Dmitrij Gruzdev (KAZ)            | 113.                    |
| 186                     | Hugo Houle (CAN)                 | 66.                     |
| 187                     | Jon Izagirre (ESP) (enkeltstart) | 26.                     |
| 188                     | Aleksej Lutsenko (KAZ)           | 7.                      |

| Qhubeka NextHash TQA | Qhubeka NextHash TQA     | Qhubeka NextHash TQA |
| -------------------- | ------------------------ | -------------------- |
| Nr.                  | Rytter                   | Placering            |
| 191                  | Sergio Henao (COL)       | 21.                  |
| 192                  | Carlos Barbero (ESP)     | 124.                 |
| 193                  | Sean Bennett (USA)       | 130.                 |
| 194                  | Victor Campenaerts (BEL) | DNF-11               |
| 195                  | Simon Clarke (AUS)       | 123.                 |
| 196                  | Nicholas Dlamini (RSA)   | HD-9                 |
| 197                  | Michael Gogl (AUT)       | DNS-13               |
| 198                  | Max Walscheid (GER)      | 121.                 |

| TotalEnergies TDE | TotalEnergies TDE          | TotalEnergies TDE |
| ----------------- | -------------------------- | ----------------- |
| Nr.               | Rytter                     | Placering         |
| 201               | Pierre Latour (FRA)        | 47.               |
| 202               | Edvald Boasson Hagen (NOR) | HD-15             |
| 203               | Jérémy Cabot (FRA)         | 132.              |
| 204               | Víctor de la Parte (ESP)   | 72.               |
| 205               | Fabien Doubey (FRA)        | 78.               |
| 206               | Cristián Rodríguez (ESP)   | 46.               |
| 207               | Julien Simon (FRA)         | 129.              |
| 208               | Anthony Turgis (FRA)       | 73.               |

| Intermarché-Wanty-Gobert Matériaux IWG | Intermarché-Wanty-Gobert Matériaux IWG | Intermarché-Wanty-Gobert Matériaux IWG |
| -------------------------------------- | -------------------------------------- | -------------------------------------- |
| Nr.                                    | Rytter                                 | Placering                              |
| 211                                    | Louis Meintjes (RSA)                   | 14.                                    |
| 212                                    | Jan Bakelants (BEL)                    | 48.                                    |
| 213                                    | Jonas Koch (GER)                       | DNS-10                                 |
| 214                                    | Lorenzo Rota (ITA)                     | 63.                                    |
| 215                                    | Boy van Poppel (NED)                   | 117.                                   |
| 216                                    | Danny van Poppel (NED)                 | 120.                                   |
| 217                                    | Loïc Vliegen (BEL)                     | HD-9                                   |
| 218                                    | Georg Zimmermann (GER)                 | 80.                                    |

| B&B Hotels p/b KTM BBK | B&B Hotels p/b KTM BBK | B&B Hotels p/b KTM BBK |
| ---------------------- | ---------------------- | ---------------------- |
| Nr.                    | Rytter                 | Placering              |
| 221                    | Bryan Coquard (FRA)    | HD-9                   |
| 222                    | Cyril Barthe (FRA)     | 88.                    |
| 223                    | Franck Bonnamour (FRA) | 22.                    |
| 224                    | Maxime Chevalier (FRA) | 93.                    |
| 225                    | Cyril Gautier (FRA)    | 81.                    |
| 226                    | Cyril Lemoine (FRA)    | DNF-1                  |
| 227                    | Quentin Pacher (FRA)   | 35.                    |
| 228                    | Pierre Rolland (FRA)   | 51.                    |

| UAE Team Emirates UAD | UAE Team Emirates UAD      | UAE Team Emirates UAD |
| --------------------- | -------------------------- | --------------------- |
| Nr.                   | Rytter                     | Placering             |
| 1                     | Tadej Pogačar (SLO)        | 1.                    |
| 2                     | Mikkel Bjerg (DEN)         | 110.                  |
| 3                     | Rui Costa (POR)            | 77.                   |
| 4                     | Davide Formolo (ITA)       | 44.                   |
| 5                     | Marc Hirschi (SUI)         | 98.                   |
| 6                     | Vegard Stake Laengen (NOR) | 112.                  |
| 7                     | Rafał Majka (POL)          | 34.                   |
| 8                     | Brandon McNulty (USA)      | 69.                   |

| Jumbo-Visma TJV | Jumbo-Visma TJV                 | Jumbo-Visma TJV |
| --------------- | ------------------------------- | --------------- |
| Nr.             | Rytter                          | Placering       |
| 11              | Primož Roglič (SLO)             | DNS-9           |
| 12              | Wout van Aert (BEL) (landevej)  | 19.             |
| 13              | Robert Gesink (NED)             | DNF-3           |
| 14              | Steven Kruijswijk (NED)         | DNF-17          |
| 15              | Sepp Kuss (USA)                 | 32.             |
| 16              | Tony Martin (GER) (enkeltstart) | DNF-11          |
| 17              | Mike Teunissen (NED)            | 76.             |
| 18              | Jonas Vingegaard (DEN)          | 2.              |

| Ineos Grenadiers IGD | Ineos Grenadiers IGD       | Ineos Grenadiers IGD |
| -------------------- | -------------------------- | -------------------- |
| Nr.                  | Rytter                     | Placering            |
| 21                   | Geraint Thomas (GBR)       | 41.                  |
| 22                   | Richard Carapaz (ECU)      | 3.                   |
| 23                   | Jonathan Castroviejo (ESP) | 23.                  |
| 24                   | Tao Geoghegan Hart (GBR)   | 60.                  |
| 25                   | Michał Kwiatkowski (POL)   | 68.                  |
| 26                   | Richie Porte (AUS)         | 38.                  |
| 27                   | Luke Rowe (GBR)            | HD-11                |
| 28                   | Dylan van Baarle (NED)     | 54.                  |

| Israel Start-Up Nation ISN | Israel Start-Up Nation ISN         | Israel Start-Up Nation ISN |
| -------------------------- | ---------------------------------- | -------------------------- |
| Nr.                        | Rytter                             | Placering                  |
| 31                         | Chris Froome (GBR)                 | 133.                       |
| 32                         | Guillaume Boivin (CAN)             | 105.                       |
| 33                         | Omer Goldstein (ISR) (enkeltstart) | 122.                       |
| 34                         | André Greipel (GER)                | 125.                       |
| 35                         | Reto Hollenstein (SUI)             | 136.                       |
| 36                         | Daniel Martin (IRL)                | 40.                        |
| 37                         | Michael Woods (CAN)                | DNS-19                     |
| 38                         | Rick Zabel (GER)                   | 134.                       |

| Trek-Segafredo TFS | Trek-Segafredo TFS                           | Trek-Segafredo TFS |
| ------------------ | -------------------------------------------- | ------------------ |
| Nr.                | Rytter                                       | Placering          |
| 41                 | Vincenzo Nibali (ITA)                        | DNS-16             |
| 42                 | Julien Bernard (FRA)                         | 37.                |
| 43                 | Kenny Elissonde (FRA)                        | 36.                |
| 44                 | Bauke Mollema (NED)                          | 20.                |
| 45                 | Mads Pedersen (DEN)                          | 137.               |
| 46                 | Toms Skujiņš (LAT) (landevej og enkeltstart) | 71.                |
| 47                 | Jasper Stuyven (BEL)                         | 39.                |
| 48                 | Edward Theuns (BEL)                          | 104.               |

| Deceuninck-Quick Step DQT | Deceuninck-Quick Step DQT           | Deceuninck-Quick Step DQT |
| ------------------------- | ----------------------------------- | ------------------------- |
| Nr.                       | Rytter                              | Placering                 |
| 51                        | Julian Alaphilippe (FRA) (landevej) | 30.                       |
| 52                        | Kasper Asgreen (DEN) (enkeltstart)  | 64.                       |
| 53                        | Davide Ballerini (ITA)              | 108.                      |
| 54                        | Mattia Cattaneo (ITA)               | 12.                       |
| 55                        | Mark Cavendish (GBR)                | 139.                      |
| 56                        | Tim Declercq (BEL)                  | 141.                      |
| 57                        | Dries Devenyns (BEL)                | 135.                      |
| 58                        | Michael Mørkøv (DEN)                | 138.                      |

| Movistar Team MOV | Movistar Team MOV         | Movistar Team MOV |
| ----------------- | ------------------------- | ----------------- |
| Nr.               | Rytter                    | Placering         |
| 61                | Miguel Ángel López (COL)  | DNS-19            |
| 62                | Jorge Arcas (ESP)         | 90.               |
| 63                | Imanol Erviti (ESP)       | 67.               |
| 64                | Iván García Cortina (ESP) | 94.               |
| 65                | Enric Mas (ESP)           | 6.                |
| 66                | Marc Soler (ESP)          | DNS-2             |
| 67                | Alejandro Valverde (ESP)  | 24.               |
| 68                | Carlos Verona (ESP)       | 101.              |

| Bora-Hansgrohe BOH | Bora-Hansgrohe BOH              | Bora-Hansgrohe BOH |
| ------------------ | ------------------------------- | ------------------ |
| Nr.                | Rytter                          | Placering          |
| 71                 | Peter Sagan (SVK) (landevej)    | DNS-12             |
| 72                 | Emanuel Buchmann (GER)          | 33.                |
| 73                 | Wilco Kelderman (NED)           | 5.                 |
| 74                 | Patrick Konrad (AUT) (landevej) | 27.                |
| 75                 | Daniel Oss (ITA)                | 115.               |
| 76                 | Nils Politt (GER)               | 50.                |
| 77                 | Lukas Pöstlberger (AUT)         | 116.               |
| 78                 | Ide Schelling (NED)             | 119.               |

| Groupama-FDJ GFC | Groupama-FDJ GFC                     | Groupama-FDJ GFC |
| ---------------- | ------------------------------------ | ---------------- |
| Nr.              | Rytter                               | Placering        |
| 81               | David Gaudu (FRA)                    | 11.              |
| 82               | Bruno Armirail (FRA)                 | 83.              |
| 83               | Arnaud Démare (FRA)                  | HD-9             |
| 84               | Jacopo Guarnieri (ITA)               | HD-9             |
| 85               | Ignatas Konovalovas (LTU) (landevej) | DNF-1            |
| 86               | Stefan Küng (SUI) (enkeltstart)      | 49.              |
| 87               | Valentin Madouas (FRA)               | 42.              |
| 88               | Miles Scotson (AUS)                  | DNF-11           |

| Cofidis COF | Cofidis COF               | Cofidis COF |
| ----------- | ------------------------- | ----------- |
| Nr.         | Rytter                    | Placering   |
| 91          | Guillaume Martin (FRA)    | 8.          |
| 92          | Rubén Fernández (ESP)     | 84.         |
| 93          | Simon Geschke (GER)       | 62.         |
| 94          | Jesús Herrada (ESP)       | 87.         |
| 95          | Christophe Laporte (FRA)  | 91.         |
| 96          | Anthony Perez (FRA)       | 86.         |
| 97          | Pierre-Luc Périchon (FRA) | 92.         |
| 98          | Jelle Wallays (BEL)       | 131.        |

| Alpecin-Fenix AFC | Alpecin-Fenix AFC               | Alpecin-Fenix AFC |
| ----------------- | ------------------------------- | ----------------- |
| Nr.               | Rytter                          | Placering         |
| 101               | Mathieu van der Poel (NED)      | DNS-9             |
| 102               | Silvan Dillier (SUI) (landevej) | 59.               |
| 103               | Tim Merlier (BEL)               | DNF-9             |
| 104               | Xandro Meurisse (BEL)           | 29.               |
| 105               | Jasper Philipsen (BEL)          | 109.              |
| 106               | Jonas Rickaert (BEL)            | 95.               |
| 107               | Kristian Sbaragli (ITA)         | 106.              |
| 108               | Petr Vakoč (CZE)                | 118.              |

| EF Education-Nippo EFN | EF Education-Nippo EFN | EF Education-Nippo EFN |
| ---------------------- | ---------------------- | ---------------------- |
| Nr.                    | Rytter                 | Placering              |
| 111                    | Rigoberto Urán (COL)   | 10.                    |
| 112                    | Stefan Bissegger (SUI) | 103.                   |
| 113                    | Ruben Guerreiro (POR)  | 18.                    |
| 114                    | Sergio Higuita (COL)   | 25.                    |
| 115                    | Michael Valgren (DEN)  | 53.                    |
| 116                    | Magnus Cort (DEN)      | 56.                    |
| 117                    | Neilson Powless (USA)  | 43.                    |
| 118                    | Jonas Rutsch (GER)     | 55.                    |

| AG2R Citroën Team ACT | AG2R Citroën Team ACT        | AG2R Citroën Team ACT |
| --------------------- | ---------------------------- | --------------------- |
| Nr.                   | Rytter                       | Placering             |
| 121                   | Benoît Cosnefroy (FRA)       | 107.                  |
| 122                   | Dorian Godon (FRA)           | 75.                   |
| 123                   | Oliver Naesen (BEL)          | 70.                   |
| 124                   | Ben O'Connor (AUS)           | 4.                    |
| 125                   | Aurélien Paret-Peintre (FRA) | 15.                   |
| 126                   | Nans Peters (FRA)            | DNF-9                 |
| 127                   | Michael Schär (SUI)          | 58.                   |
| 128                   | Greg Van Avermaet (BEL)      | 97.                   |

| Arkéa-Samsic ARK | Arkéa-Samsic ARK        | Arkéa-Samsic ARK |
| ---------------- | ----------------------- | ---------------- |
| Nr.              | Rytter                  | Placering        |
| 131              | Warren Barguil (FRA)    | DNS-14           |
| 132              | Nacer Bouhanni (FRA)    | DNF-15           |
| 133              | Anthony Delaplace (FRA) | HD-9             |
| 134              | Élie Gesbert (FRA)      | 61.              |
| 135              | Daniel McLay (GBR)      | DNF-11           |
| 136              | Nairo Quintana (COL)    | 28.              |
| 137              | Clément Russo (FRA)     | DNF-11           |
| 138              | Connor Swift (GBR)      | 89.              |

| Team DSM DSM | Team DSM DSM               | Team DSM DSM |
| ------------ | -------------------------- | ------------ |
| Nr.          | Rytter                     | Placering    |
| 141          | Søren Kragh Andersen (DEN) | DNS-14       |
| 142          | Tiesj Benoot (BEL)         | DNF-11       |
| 143          | Cees Bol (NED)             | 140.         |
| 144          | Mark Donovan (GBR)         | 45.          |
| 145          | Nils Eekhoff (NED)         | 126.         |
| 146          | Joris Nieuwenhuis (NED)    | 128.         |
| 147          | Casper Pedersen (DEN)      | 111.         |
| 148          | Jasha Sütterlin (GER)      | DNF-1        |

| Lotto-Soudal LTS | Lotto-Soudal LTS         | Lotto-Soudal LTS |
| ---------------- | ------------------------ | ---------------- |
| Nr.              | Rytter                   | Placering        |
| 151              | Caleb Ewan (AUS)         | DNS-4            |
| 152              | Jasper De Buyst (BEL)    | DNF-9            |
| 153              | Thomas De Gendt (BEL)    | 82.              |
| 154              | Philippe Gilbert (BEL)   | 99.              |
| 155              | Roger Kluge (GER)        | DNF-13           |
| 156              | Harry Sweeny (AUS)       | 85.              |
| 157              | Tosh Van der Sande (BEL) | DNF-11           |
| 158              | Brent Van Moer (BEL)     | 65.              |

| Bahrain Victorious TBV | Bahrain Victorious TBV           | Bahrain Victorious TBV |
| ---------------------- | -------------------------------- | ---------------------- |
| Nr.                    | Rytter                           | Placering              |
| 161                    | Jack Haig (AUS)                  | DNF-3                  |
| 162                    | Pello Bilbao (ESP)               | 9.                     |
| 163                    | Sonny Colbrelli (ITA) (landevej) | 52.                    |
| 164                    | Marco Haller (AUT)               | 127.                   |
| 165                    | Matej Mohorič (SLO) (landevej)   | 31.                    |
| 166                    | Wout Poels (NED)                 | 16.                    |
| 167                    | Dylan Teuns (BEL)                | 17.                    |
| 168                    | Fred Wright (GBR)                | 96.                    |

| BikeExchange BEX | BikeExchange BEX              | BikeExchange BEX |
| ---------------- | ----------------------------- | ---------------- |
| Nr.              | Rytter                        | Placering        |
| 171              | Michael Matthews (AUS)        | 79.              |
| 172              | Esteban Chaves (COL)          | 13.              |
| 173              | Luke Durbridge (AUS)          | 100.             |
| 174              | Lucas Hamilton (AUS)          | DNF-13           |
| 175              | Amund Grøndahl Jansen (NOR)   | DNS-16           |
| 176              | Christopher Juul-Jensen (DEN) | 114.             |
| 177              | Luka Mezgec (SLO)             | 102.             |
| 178              | Simon Yates (GBR)             | DNF-13           |

| Astana-Premier Tech APT | Astana-Premier Tech APT          | Astana-Premier Tech APT |
| ----------------------- | -------------------------------- | ----------------------- |
| Nr.                     | Rytter                           | Placering               |
| 181                     | Jakob Fuglsang (DEN)             | DNS-21                  |
| 182                     | Alex Aranburu (ESP)              | 74.                     |
| 183                     | Stefan de Bod (RSA)              | HD-9                    |
| 184                     | Omar Fraile (ESP) (landevej)     | 57.                     |
| 185                     | Dmitrij Gruzdev (KAZ)            | 113.                    |
| 186                     | Hugo Houle (CAN)                 | 66.                     |
| 187                     | Jon Izagirre (ESP) (enkeltstart) | 26.                     |
| 188                     | Aleksej Lutsenko (KAZ)           | 7.                      |

| Qhubeka NextHash TQA | Qhubeka NextHash TQA     | Qhubeka NextHash TQA |
| -------------------- | ------------------------ | -------------------- |
| Nr.                  | Rytter                   | Placering            |
| 191                  | Sergio Henao (COL)       | 21.                  |
| 192                  | Carlos Barbero (ESP)     | 124.                 |
| 193                  | Sean Bennett (USA)       | 130.                 |
| 194                  | Victor Campenaerts (BEL) | DNF-11               |
| 195                  | Simon Clarke (AUS)       | 123.                 |
| 196                  | Nicholas Dlamini (RSA)   | HD-9                 |
| 197                  | Michael Gogl (AUT)       | DNS-13               |
| 198                  | Max Walscheid (GER)      | 121.                 |

| TotalEnergies TDE | TotalEnergies TDE          | TotalEnergies TDE |
| ----------------- | -------------------------- | ----------------- |
| Nr.               | Rytter                     | Placering         |
| 201               | Pierre Latour (FRA)        | 47.               |
| 202               | Edvald Boasson Hagen (NOR) | HD-15             |
| 203               | Jérémy Cabot (FRA)         | 132.              |
| 204               | Víctor de la Parte (ESP)   | 72.               |
| 205               | Fabien Doubey (FRA)        | 78.               |
| 206               | Cristián Rodríguez (ESP)   | 46.               |
| 207               | Julien Simon (FRA)         | 129.              |
| 208               | Anthony Turgis (FRA)       | 73.               |

| Intermarché-Wanty-Gobert Matériaux IWG | Intermarché-Wanty-Gobert Matériaux IWG | Intermarché-Wanty-Gobert Matériaux IWG |
| -------------------------------------- | -------------------------------------- | -------------------------------------- |
| Nr.                                    | Rytter                                 | Placering                              |
| 211                                    | Louis Meintjes (RSA)                   | 14.                                    |
| 212                                    | Jan Bakelants (BEL)                    | 48.                                    |
| 213                                    | Jonas Koch (GER)                       | DNS-10                                 |
| 214                                    | Lorenzo Rota (ITA)                     | 63.                                    |
| 215                                    | Boy van Poppel (NED)                   | 117.                                   |
| 216                                    | Danny van Poppel (NED)                 | 120.                                   |
| 217                                    | Loïc Vliegen (BEL)                     | HD-9                                   |
| 218                                    | Georg Zimmermann (GER)                 | 80.                                    |

| B&B Hotels p/b KTM BBK | B&B Hotels p/b KTM BBK | B&B Hotels p/b KTM BBK |
| ---------------------- | ---------------------- | ---------------------- |
| Nr.                    | Rytter                 | Placering              |
| 221                    | Bryan Coquard (FRA)    | HD-9                   |
| 222                    | Cyril Barthe (FRA)     | 88.                    |
| 223                    | Franck Bonnamour (FRA) | 22.                    |
| 224                    | Maxime Chevalier (FRA) | 93.                    |
| 225                    | Cyril Gautier (FRA)    | 81.                    |
| 226                    | Cyril Lemoine (FRA)    | DNF-1                  |
| 227                    | Quentin Pacher (FRA)   | 35.                    |
| 228                    | Pierre Rolland (FRA)   | 51.                    |